# Yoko Tani
Yōko Tani (jap. 谷 洋子 Tani Yōko; * 2. August 1928 in Paris; † 19. April 1999 ebenda), auch bekannt als Yoko, war eine französisch-japanische Schauspielerin.

## Leben

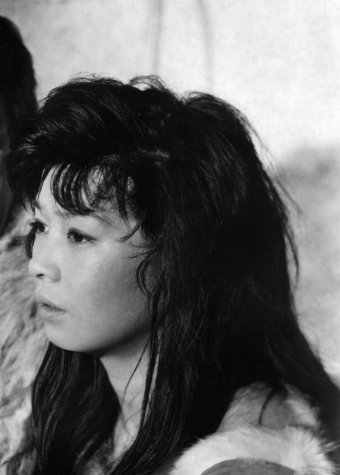
Tani im Film Im Land der langen Schatten (1960).

Yoko Tani wurde 1928 in Paris als Tochter eines Japaners geboren, der an der dortigen japanischen Botschaft beschäftigt war. Sie erhielt ihre Schulausbildung in Japan und kehrte danach in ihre Geburtsstadt zurück, um sich als Tänzerin ausbilden zu lassen. Ab Mitte der 1950er Jahre war sie mit kleinen Statisten- und Nebenrollen in französischen Spielfilmproduktionen vertreten, darunter in Raoul Andrés Marchandes d'illusions, als Sklavin in Jacques Beckers Märchenfilm Ali Baba (beide 1954) oder André Hunebelles Liebesfilm Liebe, Frauen und Paris (1956). Ebenso erschien sie in einigen deutschen und japanischen Filmproduktionen. Ihr Debüt im englischsprachigen Kino feierte Tani 1958 mit einer Statistenrolle in Joseph L. Mankiewicz’ Vier Pfeifen Opium mit Michael Redgrave. Noch im selben Jahr wurde mit der weiblichen Hauptrolle in Ralph Thomas’ ... denn der Wind kann nicht lesen versucht, sie als internationalen Star aufzubauen. In dem Melodram, das vor dem Hintergrund der burmesischen Dschungelkämpfe in Indien des Jahres 1943 angesiedelt ist, übernahm sie die Rolle einer japanischen Lehrerin, die zum Objekt der Begierde eines englischen Offiziers (gespielt von Dirk Bogarde) avanciert. Die New York Times lobte daraufhin in ihrer zeitgenössischen Kritik den Part der Sabbi als „gewinnende und gelegentlich pathetische Heldin“ und bemerkte die charmanten, aber schlechten Englischkenntnisse der „zierlichen brünetten“ Schauspielerin. Ebenso hob der amerikanische Branchendienst Variety das „puppenhafte, gute Aussehen“ der Hauptdarstellerin hervor.
Nach dem erfolgreichen Einstand im britischen Kino übernahm Tani den Part einer japanischen Ärztin in Kurt Maetzigs ostdeutsch-polnischer Science-Fiction-Filmproduktion Der schweigende Stern (1960). Noch im selben Jahr erhielt sie die weibliche Hauptrolle neben Anthony Quinn und Peter O’Toole in Nicholas Rays Abenteuerfilm Im Land der langen Schatten (1960). Das 1,5 Mio. US-Dollar teure scheindokumentarische Werk über das Eskimo-Leben Grönlands war im Wettbewerb der 13. Internationalen Filmfestspiele von Cannes vertreten, fand aber weitestgehend nur in technischen Belangen Beachtung. Während die Variety Tanis Rolle als „Entzückung“ hochlobte, schrieb Eugene Archer, Kritiker der New York Times, dass weder die Darstellerleistungen von Anthony Quinn und ihr, noch der „gestelzte“ Eskimo-Dialog vielversprechend erscheinen würden.
Nach dem Misserfolg von Im Land der langen Schatten gelang es Tani nicht mehr, an Hauptrollen im englischsprachigen Film zu gelangen. In den Komödien Meine Geisha (1962) und Wer hat in meinem Bett geschlafen? (1963) stand sie im Schatten von Shirley MacLaine beziehungsweise Elizabeth Montgomery, während sie in italienischen Abenteuerfilmen wie Marco Polo, Maciste in der Gewalt des Tyrannen (beide 1961) oder Die Horden des Khan (1962) aufgrund ihres fremdländischen Aussehens auf die Rolle der Prinzessin in Not abonniert war. Häufig nur noch in B-Movies eingesetzt, spielte Tani Theater und erhielt fabelhafte Kritiken für ihre Auftritte in Stücken wie Jacques Devals Namouna mit Fernand Gravey, der ihr Patenonkel war. 1967 spielte sie in Christian Alers’ Inszenierung von François Campeaux’ Une femme a louer. Weiterhin spielte sie in La Petite Maison de thé von John Patrick und in Jacques Charons Inszenierung von François Campeaux Chérie Noire.
Yoko Tani, von dem fünf Jahre älteren französischen Schauspieler Roland Lesaffre geschieden, war bis Mitte der 1980er Jahre als Film- und Fernsehschauspielerin aktiv. Sie verstarb 1999 nach langer Krankheit im Alter von 70 Jahren in ihrer Geburtsstadt.

## Filmografie (Auswahl)
- 1954: Verfemte Frauen (Marchandes d'illusions)
- 1954: Ali Baba (Ali Baba es les quarante voleurs)
- 1955: Verrat an Deutschland
- 1955: Ich wurde zum Verräter (Interdit de séjour)
- 1955: Die sich verkaufen (Les Clandestines)
- 1955: Mädchen verschwinden (Le Port du désir)
- 1955: Der Gefangene (The Prisoner)
- 1956: Oh, la-la, Cherie (Paris canaille)
- 1956: Women in Prison (Jôshû to tomo ni)
- 1956: Liebe, Frauen und Paris (Mannequins de Paris)
- 1956: Fukuaki no seishun
- 1958: Sklavin der Südsee (La fille de feu)
- 1957: Vier Pfeifen Opium (The Quiet American)
- 1958: … denn der Wind kann nicht lesen (The Wind Cannot Read)
- 1960: Der schweigende Stern
- 1960: Im Land der langen Schatten (Ombre bianche)
- 1960: Das Signal steht auf Rot (Piccadilly Third Stop)
- 1961: Die Horden des Khan (Ursus e la ragazza tartara)
- 1961: Maciste in der Gewalt des Tyrannen (Maciste alla corte del Gran Khan)
- 1962: Marco Polo
- 1962: Meine Geisha (My Geisha)
- 1963: Der Partner (The Partner)
- 1963: Wer hat in meinem Bett geschlafen? (Who's Been Sleeping in My Bed?)
- 1964: Operation Baalbeck (F.B.I. operazione Baalbeck)
- 1964: Die Todesstrahlen des Dr. Mabuse
- 1965: Invasion
- 1965: Die Chance ist gleich Null (Agente Z 55 missione disperata)
- 1966: Goldsnake – Das Geheimnis der goldenen Schlange (Goldsnake 'Anonima Killers')
- 1966: Die Höllenkatze des Kong-Fu (Le spie amano i fiori)
- 1967: Danger Man – Das Syndikat der Grausamen (Danger Man)
- 1967: Der Mann mit dem Koffer (Man in a Suitcase) (Fernsehserie, 2 Folgen)
- 1967: The Sweet and the Bitter
- 1978: Ça fait tilt
- 1991: Série Rose (Série rose, Fernsehserie, eine Folge)